# خرس اطلسی
خرس اطلسی (نام علمی: Ursus arctos crowtheri) نام یک زیرگونه از گونه خرس قهوه‌ای است.
این نوع خرس، طولش 2.5 متر اندازه و وزنی بین ۳۵۰ تا ۵۰۰ کیلو برای نرها و طول ماده ها 2 متر و وزن۲۰۰ تا ۳۰۰ کیلو داشتند.
این خرس از بزرگترین خرس ها بوده.